# Город скорби
Город скорби (кит. трад. 悲情城市, пиньинь bēiqíng chéngshì) — историческая драма тайваньского режиссёра Хоу Сяосяня, снятая в 1989 году.

## Сюжет
Фильм рассказывает о событиях, связанных с гоминьдановским террором и Инцидентом 228, случившимся в конце 1940-х годов на Тайване на примере семьи Лин.
Фильм начинается с объявления императора Хирохито о капитуляции Японии. В это же время у старшего сына семьи Лин рождается ребёнок. Вскоре он переименовывает свой бар в «Маленький Шанхай» и начинает вести бизнес на чёрном рынке. Второй сын Лин погиб на Филиппинах во время войны. Третий сын, страдающий от потери рассудка, приезжает на Тайвань и становится наркодилером шанхайской мафии. Когда старший сын узнаёт об этом, он останавливает брата. В качестве мести шанхайская мафия упрятывает по ложному обвинению третьего сына за решётку. Самый младший четвёртый сын, Вэньчин — глухой фотограф с левыми взглядами.
Кульминацией фильма становится Инцидент 228, когда происходит расстрел гоминьдановскими властями тайваньского населения. Раненые спешат в больницу, а Вэньчин и японец Хиноэ попадают под арест. После освобождения, Хиноэ направляется к повстанцам, а Вэньчин обещает смотреть за его сестрой Хиноми. Вскоре они с Хиноми женятся. После рождения ребёнка Вэньчина арестовывают.

## В ролях
- Тони Люн Чу Вай — Вэньчин
- Сун Янчен — Вэньхён
- Джэк Као — Вэньлён
- Ли Тянлу — Дед А-лу

## Награды и номинации
- Золотой лев Венецианского кинофестиваля (1989)[1]
- Награды Лучший режиссёр, Лучшая главная мужская роль фестиваля Золотая лошадь (1989)[1]

Кроме того, фильм был заявлен от Тайваня на премию «Оскар» за лучший фильм на иностранном языке, однако не вошёл в «шорт-лист» номинации.